# 平原水庫
平原水庫是在平原地區利用窪地圈築圍堤引水建成的水庫。其水面較大、水深較淺，大壩多為庫區開挖土料築成的包圍式土石壩。多修建於河流下游的沿海地帶和河川徑流量季節變化大的乾旱平原。